# Abtei Tongerlo

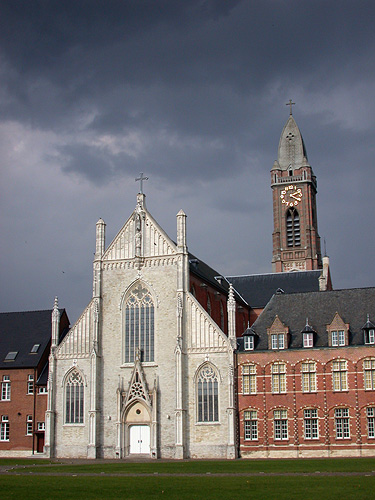
Abtei Tongerlo

Die Abtei Tongerlo ist eine Abtei des Prämonstratenser- oder Norbertiner-Ordens in Westerlo bei Antwerpen in Belgien.

## Geschichte
Die Abtei wurde um 1130 durch Giselbert von Kasterlee gegründet, der ihr auch als Laienbruder beitrat. Die ersten Chorherren kamen von der Abtei St. Michael aus Antwerpen, die selbst erst wenige Jahre zuvor gegründet worden war.
Heute gehören 54 Prämonstratenser-Chorherren zur Abtei, die sich unter anderem der Seelsorge in den Pfarreien der Umgebung widmen. Ein da Vinci-Museum enthält eine Kopie von Leonardos Abendmahl aus dem 16. Jahrhundert, das Details enthält, die auf dem Originalgemälde nicht mehr zu sehen sind.
Der als „Speckpater“ bekannt gewordene Werenfried van Straaten war Angehöriger der Abtei Tongerlo.

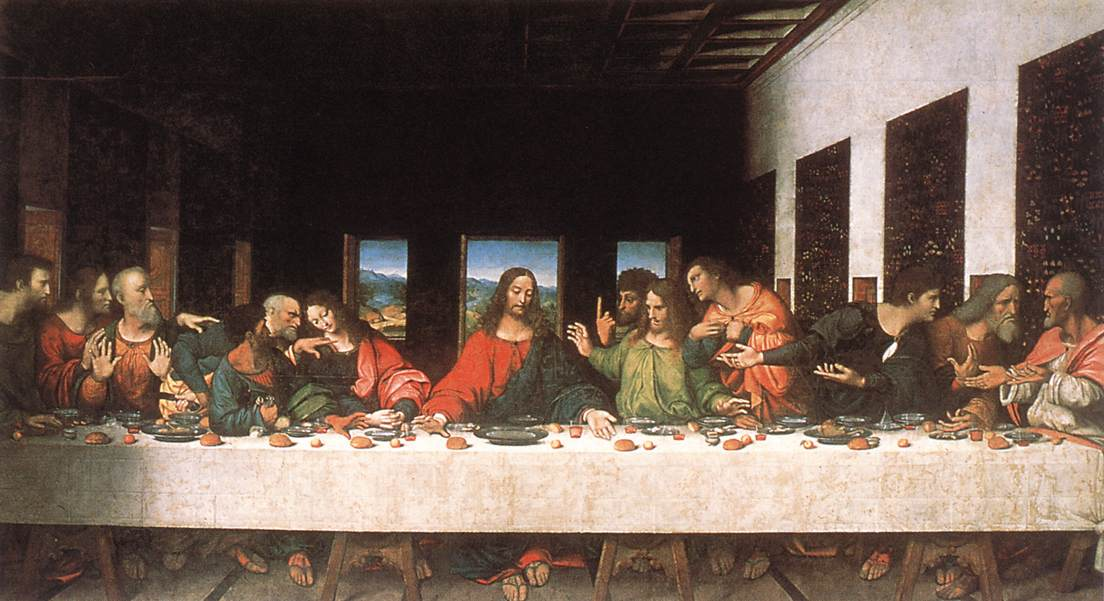
Kopie von Leonardos Abendmahl, wahrsch. von Andrea Solari
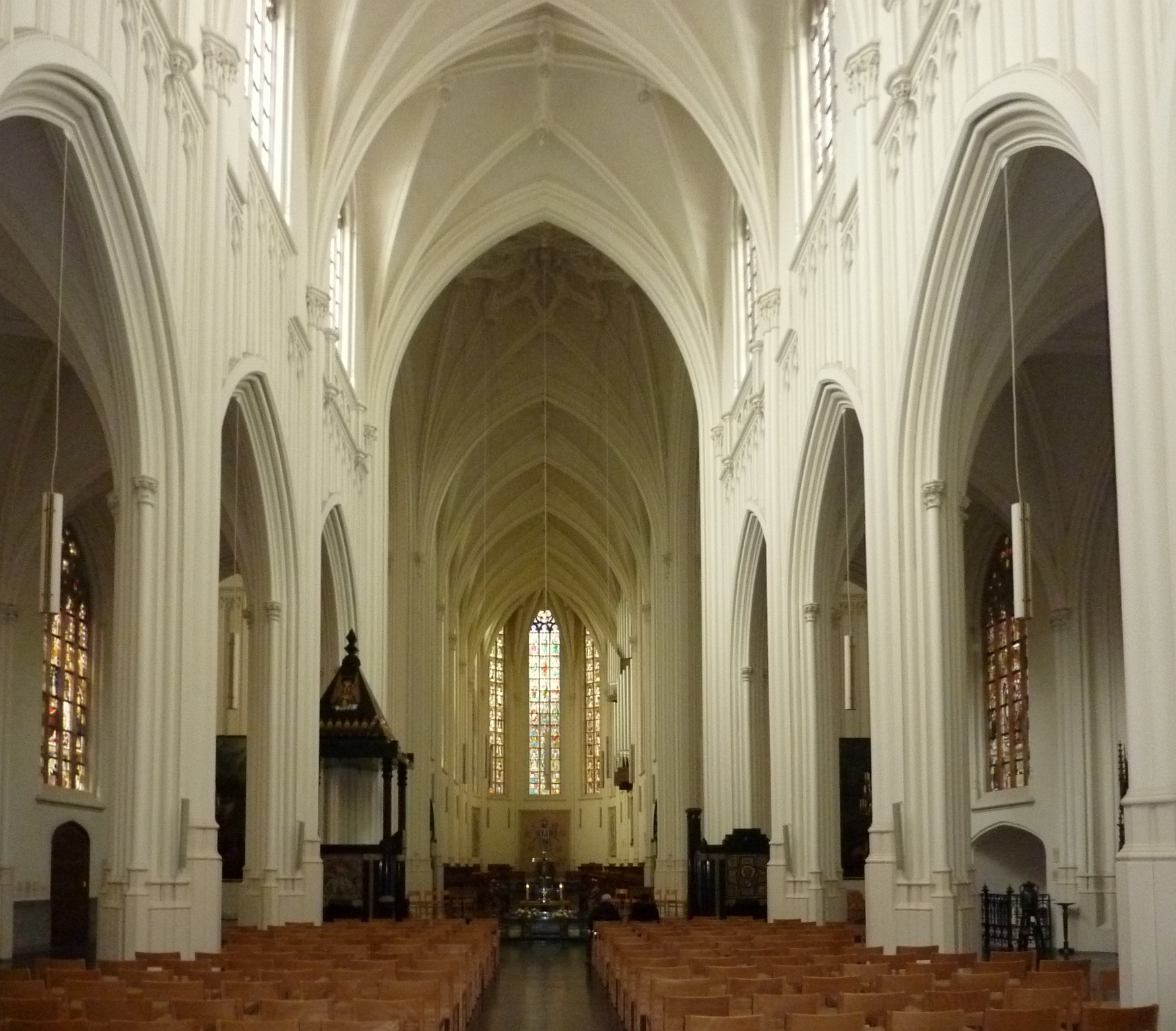
Abteikirche nach Osten